# 세계 철학의 날

세계 철학의 날(World Philosophy Day)는 2002년 유네스코가 지정한 국제 기념일로 매년 11월 셋째주 목요일에 기념되고 있다.
전 세계 사람들이 자국의 철학적 유산을 공유하고 개인과 단체의 새로운 성찰을 장려하여 우리 사회가 직면하고 있는 과제에 대해 토론할 수 있는 장을 조성하기 위해 지정했다.